# Forschungsjournal Soziale Bewegungen
Das Forschungsjournal Soziale Bewegungen. Analysen zu Demokratie und Zivilgesellschaft ist eine wissenschaftliche Vierteljahres-Zeitschrift mit Analysen zu Demokratie und Zivilgesellschaft, die im Verlag Walter de Gruyter erscheint. Verantwortliche Herausgeber sind aktuell Ansgar Klein, Hans-Josef Legrand, Jan Rohwerder und Jochen Roose. Das Journal wurde 1988 gegründet unter dem Namen Forschungsjournal Neue Soziale Bewegungen.

## Inhalt des Journals
Das Forschungsjournal Soziale Bewegungen bringt viermal jährlich Themenhefte heraus. Dabei werden, anders als der Haupttitel suggeriert, nicht nur Themen zu sozialen Bewegungen abgedeckt, sondern darüber hinausgehend auch Themen aus den Feldern Zivilgesellschaft (insbesondere Engagement), Demokratie und Parteien. Typisch für die Themenschwerpunkte ist eine Mischung von Beiträgen aus der Wissenschaft und Beiträgen von Praktikern, die in der politischen Arbeit in dem jeweiligen Feld aktiv sind.
Neben dem Themenschwerpunkt umfassen die Hefte verschiedene Rubriken: Aktuelle Analyse/Essay, Pulsschlag (für Tagungsberichte, Projektvorstellungen, Kurzanalysen und ähnliches) und Literaturbesprechungen. Zum Teil sind die Hefte um zusätzliche Sonderschwerpunkte ergänzt, die kürzer ein weiteres Thema aufgreifen. Zusätzliche Beiträge finden sich auf der Homepage des Journals in der online-Rubrik FJSBplus.

## Geschichte
1988 wurde das Forschungsjournal gegründet, damals noch unter dem Namen Forschungsjournal Neue Soziale Bewegungen. Im Editorial des ersten Heftes hieß es:

„Ziel der Zeitschrift ist es, den Austausch zwischen Forschung und Politik, zwischen Bewegungen und Wissenschaft, zwischen Bewegungsaktivisten und traditioneller politischer Praxis sowie Reflexion innerhalb dieser drei Bereiche zu initiieren, zu fördern und zu verstetigen.“

2011 wurde der Titel geändert in Forschungsjournal Soziale Bewegungen. Analysen zu Demokratie und Zivilgesellschaft.
Das Forschungsjournal wird von einer ehrenamtlichen Redaktion erarbeitet, die nicht an eine Universität oder andere Einrichtung angebunden ist. Nach anfänglich zweijährigem Selbstverlag und vierjähriger Zusammenarbeit mit einem Marburger Verlag erschien das Journal 1994 bis 1999 im Westdeutschen Verlag und 2000 bis 2015 im Verlag Lucius & Lucius, seit 2016 beim Verlag Walter de Gruyter.